# Drassodes sirmourensis
Drassodes sirmourensis är en spindelart som först beskrevs av Benoy Krishna Tikader och Gajbe 1977.  Drassodes sirmourensis ingår i släktet Drassodes och familjen plattbuksspindlar. Inga underarter finns listade i Catalogue of Life.